# 2010 у кіно

## Події
- 17 січня — 67-ма церемонія вручення нагород премії «Золотий глобус»
- 23 січня — 16-та церемонія вручення премії Гільдії кіноакторів США
- 11-21 лютого — 60-й міжнародний Берлінський кінофестиваль
- 21 лютого — 63 церемонія вручення премії BAFTA
- 6 березня — 30-та Золота малина
- 7 березня — 82-га церемонія вручення премії «Оскар»
- 12-23 травня — 63-й міжнародний Каннський кінофестиваль
- 16 липня — в Одесі розпочався Перший Одеський міжнародний кінофестиваль — новий кінофестиваль в Україні
- 1-11 вересня — 67-мий міжнародний Венеційський кінофестиваль
- 8-17 жовтня — 26 Варшавський міжнародний кінофестиваль
- 4 грудня — 23 церемонія вручення «Європейського кінопризу»

## Нагороди

### Золотий глобус
67-ма церемонія вручення премії Голлівудської асоціації іноземної преси відбулася 17 січня 2010 року в Беверлі-Гіллз.
- Найкращий фільм (драма): Аватар
- Найкращий фільм (комедія або мюзикл): Похмілля у Вегасі
- Найкращий режисер: Джеймс Камерон (Аватар)
- Найкраща акторка (драма): Сандра Баллок (Невидима сторона)
- Найкраща акторка (комедія чи мюзикл): Меріл Стріп Джулі і Джулія: Готуємо щастя за рецептом
- Найкращий актор (драма): Джефф Бріджес (Божевільне серце)
- Найкращий актор (комедія чи мюзикл): Роберт Дауні (молодший) Шерлок Холмс
- Найкращий анімаційний фільм: Вперед і вгору
- Найкращий фільм іноземною мовою: Біла стрічка (Німеччина)

### BAFTA
63-та церемонія вручення премії Британської академії телебачення та кіномистецтва відбулась 21 лютого 2010 року в Лондоні.
- Найкращий фільм: Володар бурі
- Найкращий режисер: Кетрін Бігелоу (Володар бурі)
- Найкраща акторка: Кері Малліган (Виховання почуттів)
- Найкращий актор: Колін Ферт (Самотній чоловік)
- Найкраща акторка другого плану: Мо'Нік (Скарб)
- Найкращий актор другого плану: Крістоф Вальц (Безславні виродки)
- Найкращий анімаційний фільм: Вперед і вгору

### Оскар

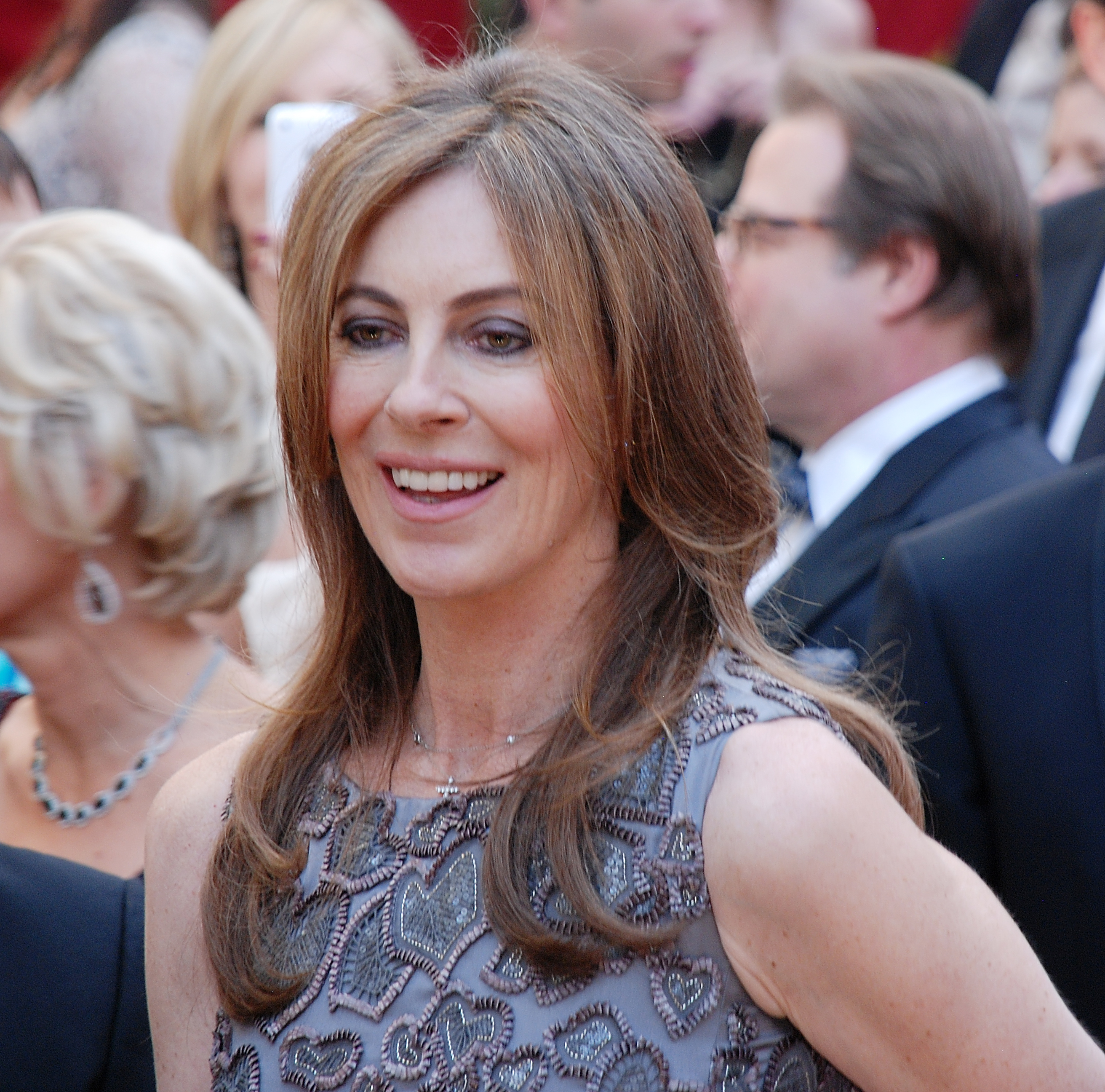
Кетрін Бігелоу, перша оскароносна жінка-режисер

82-га церемонія вручення премії Американської академії кіномистецтва відбулася 7 березня 2010 року в Лос-Анджелесі. 
- Найкращий фільм: Володар бурі
- Найкращий режисер: Кетрін Бігелоу (Володар бурі)
- Найкраща акторка: Сандра Буллок (Невидима сторона)
- Найкращий актор: Джефф Бріджес (Божевільне серце)
- Найкраща акторка другого плану: Мо'Нік (Скарб)
- Найкращий актор другого плану: Крістоф Вальц (Безславні виродки)
- Найкращий анімаційний повнометражний фільм: Вперед і вгору
- Найкращий фільм іноземною мовою: Таємниця в його очах (Аргентина)

### Європейський кіноприз
23 церемонія вручення нагород Європейської кіноакадемії відбулася 4 грудня 2010 року в Таллінні.
- Найкращий європейський фільм: Примара
- Найкращий європейський режисер: Роман Полянський (Примара)
- Найкраща європейська акторка: Сільві Тестю (Лурд)
- Найкращий європейський актор: Юен Мак-Грегор (Примара)
- Найкращий європейський анімаційний фільм: Ілюзіоніст

## Топ 10 Найкасовіших фільмів року
| Місце | Назва                                         | Студія                 | Світові касові збори, $ |
| ----- | --------------------------------------------- | ---------------------- | ----------------------- |
| 1     | Історія іграшок 3                             | Disney / Pixar         | 1 063 171 911           |
| 2     | Аліса в Країні Чудес                          | Disney                 | 1 024 299 904           |
| 3     | Гаррі Поттер і смертельні реліквії: частина 1 | Warner Bros.           | 955 001 070             |
| 4     | Початок                                       | Warner Bros.           | 825 531 030             |
| 5     | Шрек назавжди                                 | Paramount / DreamWorks | 752 600 867             |
| 6     | Сутінки. Сага: Затемнення                     | Summit Entertainment   | 698 491 347             |
| 7     | Залізна людина 2                              | Paramount              | 622 056 974             |
| 8     | Рапунцель: Заплутана історія                  | Disney                 | 590 721 936             |
| 9     | Нікчемний я                                   | Universal Pictures     | 543 113 985             |
| 10    | Як приборкати дракона                         | Paramount / DreamWorks | 494 878 759             |

## Фільми
Дивись: Категорія:Фільми 2010
 Україна
- Золотий вересень. Хроніка Галиччини 1939-1941
- Щастя моє

 Велика Британія
- Шерлок Голмс

## Померли

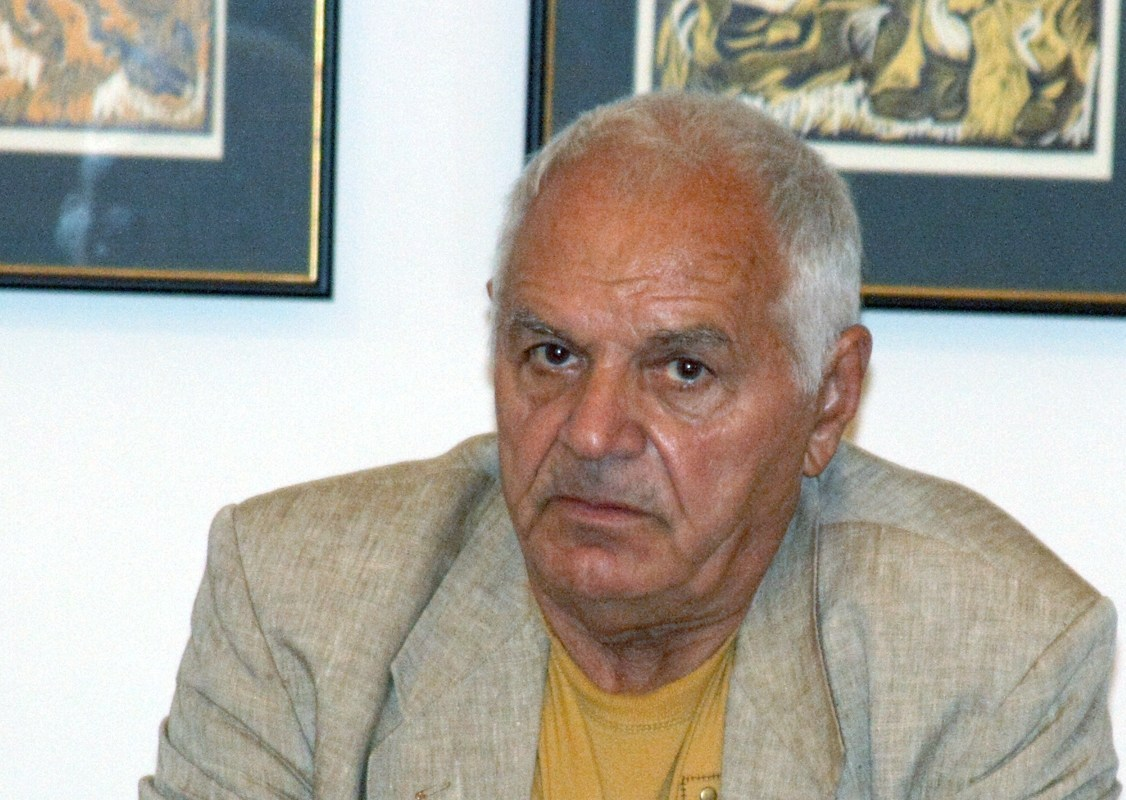
Юрій Іллєнко (1936—2010)

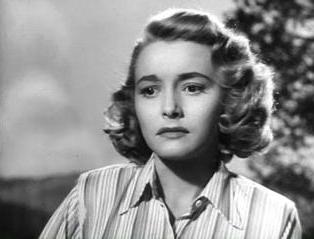
Патріція Ніл (1926—2010)

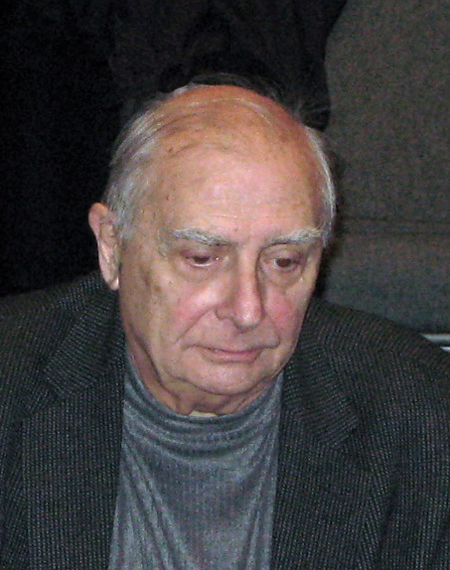
Клод Шаброль (1930—2010)

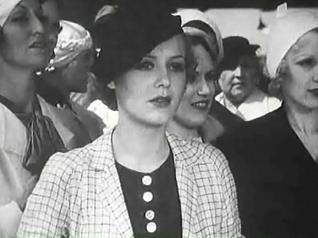
Глорія Стюарт (1910—2010)

### Січень
- 4 січня:
  - Шутько Микола Олексійович, український актор.
  - Єфремов Ігор Леонідович, радянський і російський композитор, автор музики для ігрових і мультиплікаційних фільмів.
- 9 січня: Самсонова Надія Василівна, радянська кіноакторка.
- 11 січня: Ерік Ромер, французький кінорежисер.
- 17 січня: Ерік Сігал, американський письменник і сценарист.

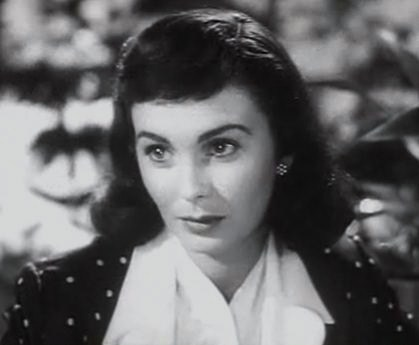
Джин Сіммонс (1929—2010)

- 22 січня: Джин Сіммонс, американська акторка.
- 24 січня: Пернелл Робертс[en], американський актор.
- 27 січня:
  - Зельда Рубінштейн[en], американська акторка.
  - Пекарська Ганна Федорівна, радянська та українська теле-, кіно- та театральна акторка.

### Лютий
- 1 лютого:
  - Девід Браун (продюсер)[en], американський кінопродюсер.
  - Джастін Ментелл[en], американський актор.
- 8 лютого: Анна Самохіна, російська акторка.
- 17 лютого: Кетрін Грейсон, американська акторка.
- 21 лютого: Володимир Мотиль, російський режисер.
- 25 лютого: Владислав Галкін, російський актор.

### Березень
- 4 березня: Чеботарьов Володимир Олександрович, радянський кінорежисер і сценарист.
- 5 березня:
  - Розсоха Леонід Семенович, радянський і український художник-постановник театру і кіно.
  - Граве Олександр Костянтинович, радянський і російський актор театру і кіно, педагог.
- 10 березня: Корі Хейм, канадський актор.
- 14 березня: Пітер Грейвс, американський актор.
- 24 березня: Роберт Калп, американський актор, сценарист та режисер.
- 28 березня: Джун Гевок, американська акторка, танцюристка, сценаристка і театральна режисерка.

### Квітень
- 1 квітня: Джон Форсайт (актор)[en], американський актор.

### Травень
- 2 травня: Лінн Редгрейв, британська акторка.
- 4 травня: Вільям Любчанський, французький кінооператор (нар. 1937).
- 9 травня: Лена Хорн, американська співачка, акторка і танцюристка.
- 14 травня: Цоглин Юлія Георгіївна, радянська російська кіноакторка.
- 16 травня: Ронні Джеймс Діо, американський співак, актор, сценарист.
- 26 травня: Лесь Сердюк, український актор.
- 28 травня: Гарі Коулман, американський актор.
- 29 травня: Денніс Гоппер, американський актор і кінорежисер.

### Червень
- 3 червня: Ру МакКланахан[en], американська акторка.
- 15 червня: Юрій Іллєнко, український режисер, оператор, сценарист.
- 16 червня: Роналд Нім[en], англійський оператор, продюсер, сценарист і режисер.

### Липень
- 4 липня: Тавров Юрій Петрович, український кіноактор.
- 9 липня: Салов Георгій Павлович, український звукооператор і звукорежисер.
- 13 липня: Алан Х'юм[en], британський кінооператор.
- 19 липня: Добролюбов Ігор Михайлович, білоруський режисер, сценарист.
- 31 липня: Том Манкієвіч, американський сценарист, режисер, продюсер.

### Серпень
- 8 серпня: Патріція Ніл, американська акторка.
- 14 серпня: Еббі Лінкольн, американська співачка і акторка.
- 30 серпня: Ален Корно, французький режисер, продюсер і сценарист.

### Вересень
- 12 вересня: Клод Шаброль, французький кінорежисер, сценарист, актор, продюсер.
- 25 вересня: Дейцев Олександр Миколайович, радянський та український актор.
- 26 вересня: Глорія Стюарт, американська акторка.
- 27 вересня: Меркур'єв Петро Васильович, радянський і російський актор, музикознавець, хормейстер, музичний журналіст.
- 28 вересня: Артур Пенн, американський режисер, актор, продюсер і сценарист.
- 29 вересня: Тоні Кертіс, американський актор.

### Жовтень
- 4 жовтня: Норман Віздом, англійський актор.
- 8 жовтня: Іллічов Віктор Григорович, радянський та російський актор театру і кіно.
- 19 жовтня: Том Бослі[en], американський актор.
- 25 жовтня: Ліза Блонт[en], американська акторка, продюсер.

### Листопад
- 5 листопада: Джилл Клейбур, американська акторка.
- 10 листопада: Діно Де Лаурентіс, американський продюсер італійського походження.
- 23 листопада: Інгрід Пітт[en], британсько-німецька акторка польського походження.
- 27 листопада: Ірвін Кершнер, американський режисер.

- 28 листопада:
  - Йоргос Фунтас, грецький актор.

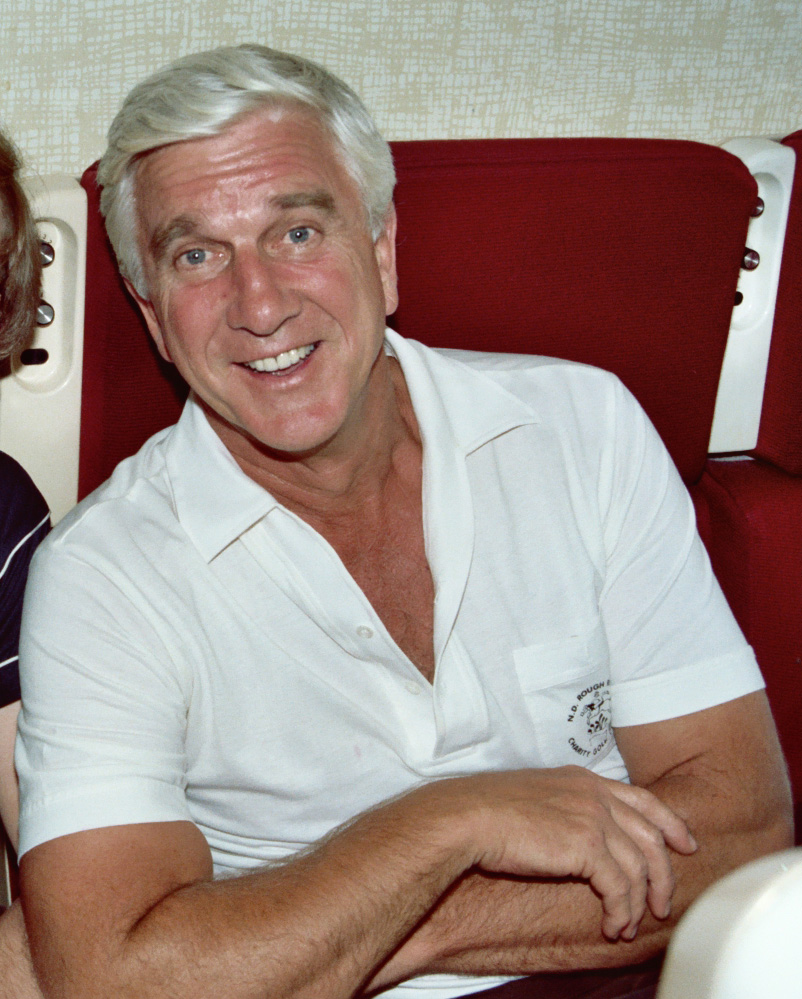
Леслі Нільсен (1926—2010)

  - Леслі Нільсен, американський актор.
- 29 листопада: Маріо Монічеллі, італійський актор, кінорежисер, сценарист.

### Грудень
- 15 грудня:
  - Жан Роллін[fr], французький режисер, актор.
  - Блейк Едвардс, американський сценарист, режисер, продюсер.